# Шишаева, Наталья Михайловна
Наталья Михайловна Шишаева (15 августа 1918 — 26 мая 2009) — передовик советского сельского хозяйства, комбайнёр совхоза имени XXIV партсъезда Волчихинского района Алтайского края, Герой Социалистического Труда (1972).

## Биография
Родилась в 1918 году в селе Малышев Лог Покровской волости Барнаульского уезда Алтайской губернии в русской крестьянской семье.
Получив начальное образование и окончив обучение на курсах механизаторов, стала трудиться комбайнёром в Волчихинской машинно-тракторной станции. 
По результатам работы в Восьмой пятилетки СССР была представлена к награждению орденом «Знак Почёта». За уборочную кампанию 1972 года она на комбайне намолотила 10753 центнера зерновых культур.
Указом Президиума Верховного Совета СССР от 13 декабря 1972 года за получение высоких показателей в сельском хозяйстве и рекордные показатели в сельском хозяйстве Наталье Михайловне Шигаевой было присвоено звание Героя Социалистического Труда с вручением ордена Ленина и медали «Серп и Молот».
В дальнейшем продолжала работать механизатором, показывала высокие производственные результаты. В 1977 году стала победителем социалистического соревнования. 
Проживала в родном селе. 
Умерла 26 мая 2009 года. Похоронена на сельском кладбище.

## Награды
За трудовые успехи была удостоена:
- золотая звезда «Серп и Молот» (13.12.1972)
- орден Ленина (13.12.1972)
- Орден «Знак Почёта» (08.04.1971)
- другие медали.
- Заслуженный механизатор РСФСР (22.09.1972)